# Louis Weßels
Louis Weßels (* 27. August 1998 in Bielefeld) ist ein deutscher Tennisspieler.

## Karriere
Louis Weßels begann mit fünf Jahren das Tennisspielen. Zwischen 2012 und 2016 spielte er auf der Junior Tour, wo er im Mai 2016 eine kombinierte Höchstplatzierung von Rang 17 erreichte. In den Jahren 2015 und 2016 war er bei allen Jugend-Grand-Slam-Turnieren mindestens einmal am Start. Im Doppel erreichte er bei den Australian Open und den US Open 2015 das Halbfinale, bei den French Open das Viertelfinale. Außerdem stand er 2016 in Wimbledon ebenfalls im Doppel im Halbfinale. Weniger erfolgreich war er im Einzel, wo er bei allen gespielten Turnieren nie über die zweite Runde hinauskam.
Auf der Profi-Tour spielte Weßels bis 2016 lediglich sechs Matches auf der ITF Future Tour, von denen er keines gewann. Schließlich kam er beim ATP-500-Turnier in Hamburg – mit einer Wildcard von Turnierdirektor Michael Stich ausgestattet – zu seinem Debüt auf der ATP World Tour. Hier überraschte er in der ersten Runde den kanadischen Qualifikanten Steven Diez, gegen den er in drei Sätzen mit 5:7, 6:2, 6:1 erfolgreich war. Damit war Weßels der bis dahin jüngste Spieler, der ein Spiel auf der ATP World Tour 2016 gewann. In der nächsten Runde war dann jedoch der spätere Turniersieger Martin Kližan zu stark, gegen den er mit 1:6, 1:6 verlor. Das restliche Jahr über spielte Weßels noch einige Futures, bei denen er dreimal im Einzel das Halbfinale erreichte und im Doppel zudem seinen ersten Titel gewann. Das Jahr beendete er auf Rang 539 der Weltrangliste.
Die erste Jahreshälfte 2017 war für Weßels zunächst wenig erfolgreich. Erst im August und September zeigte er stärkere Leistungen, als er zunächst seinen zweiten Doppeltitel gewann und auch im Einzel seine ersten beiden Finals bei Future-Turnieren erreichte. Im Januar 2018 stand er in den USA zum dritten Mal in einem Einzelfinale und gewann beim selben Turnier seinen dritten Doppeltitel. An diese Leistung konnte Weßels in den Folgemonaten jedoch nicht anknüpfen und bis Ende Juni nur neun von 22 gespielten Einzelmatches gewinnen. Deutlich erfolgreicher war er wie im Vorjahr dann wieder ab Anfang Juli, als er zunächst ein weiteres Future-Finale erreichte und im August 2018 in Essen auf Sand schließlich im fünften Anlauf seinen ersten Future-Titel im Einzel gewinnen konnte. Außerdem siegte er gemeinsam mit Matthias Wunner dort auch in der Doppelkonkurrenz. Im September gewann er im Einzel zwei weitere Future-Titel auf Sand und stand im Oktober zudem im Finale eines Future-Hallenturniers, sodass er Anfang Dezember mit Rang 320 eine neue Höchstplatzierung in der Weltrangliste erreichte. Nach erneut schwächeren Ergebnissen in der ersten Jahreshälfte 2019 gewann er im Juli zunächst sein viertes Future-Turnier im Einzel. Im August und September stand er dann innerhalb von drei Wochen dreimal hintereinander im Einzelfinale von Future-Turnieren, von denen er das zweite gewinnen konnte und damit seinen fünften Einzeltitel feiern konnte. Außerdem gewann er seinen fünften Titel im Doppel. Damit rückte er wieder bis auf Platz 335 der Weltrangliste und verfehlte nur knapp seine Höchstplatzierung aus dem Vorjahr. In der Weltrangliste konnte er sich danach zwischen Rang 350 und 500 etablieren, bis Ende 2020 aber nur noch einmal das Viertelfinale eines Future-Turniers erreichen.
In der 2. Tennis-Bundesliga spielte er jahrelang für den Bielefelder TTC, wo er 2016 eine Bilanz von 5:3 hatte und seit 2022 spielt er für den Tennispark Versmold, mit dem er 2022 direkt in die 1. Bundesliga aufgestiegen ist. Seit 2023 spielt er für den Tennispark Versmold 1. Bundesliga und wird 2024 als einziger Deutscher für diesen aufschlagen.